# Plateoplia ochriciliata
Plateoplia ochriciliata là một loài bướm đêm trong họ Geometridae.